# День столицы (Казахстан)
День столицы (каз. Астана күні) — государственный праздник Республики Казахстан. Отмечается 6 июля.

## История праздника
6 июля 1994 года президент Казахстана Нурсултан Назарбаев выступил с предложением о переносе столицы перед депутатами Верховного Совета Казахстана. Президент аргументировал это тем, что при финансировании переноса столицы невосполнимыми будут конкретные затраты на переезд, а все остальные средства станут инвестицией в будущее. Дискуссия в парламенте длилась весь день, мнения разделились. Одна часть поддержала мнение президента. Другая часть депутатов считала, что во время экономического кризиса, когда людям не удаётся вовремя платить зарплату, нет возможности менять столицу. Третья часть поддержала идею, но предлагала отодвинуть её реализацию на более поздний срок.
Председатель Верховного Совета Казахстана Абиш Кекилбаев описывал обсуждение переноса столицы в парламенте так:
Обычный гул в зале быстро прекратился, и они приготовились слушать. Сообщение сделал сам Нурсултан Абишевич. Стояла полная тишина. Все слушают очень внимательно. Президент подготовился всесторонне. На посыпавшиеся, как град, вопросы он стал отвечать без запинки, обстоятельно и глубоко. Задавались и колкие, ехидные вопросы. Из-за столь внезапной постановки вопроса многие искали какую-то скрытую причину. Немало было и таких, кто хотел увидеть в этом геополитические уловки. Находились и такие, которые, широко не распространяясь, связывали это с повседневной суетой, с положением дел близких и родственников. Некоторые свели все к каким-то политическим амбициям. Нурсултан Абишевич терпеливо отвечал и на все задиристые вопросы, скрупулёзно и даже избыточно объяснял суть дела. Не говоря о тех, кто был склонен делать из мухи слона и искать грязь под ногтями, даже довольно опытные, выдержанные деятели чувствовали себя неуютно, заметно волновались. Большинство из них никак не могло взять в разум, как это можно оставить утопающую в зелени красавицу Алматы и величественный Алатау и переехать в обветшалый и закопченный городишко среди степи с его непроглядными буранами и жгучими морозами… В глазах у многих можно было прочесть немой вопрос: «Может, надо еще подумать?» Не буду скрывать, я и сам больше склонялся в эту сторону.
В итоге предложение о переносе столицы из Алматы в Акмолу было выдвинуто на голосование и было принято Верховным Советом Казахстана 6 июля 1994 года с минимальным перевесом голосов.
20 октября 1997 года был издан указ президента «Об объявлении города Акмолы столицей Республики Казахстан», согласно которому Акмола объявлялась столицей Казахстана с 10 декабря 1997 года. 6 мая 1998 года согласно указу президента Акмола была переименована в Астану.
День столицы в Астане отмечают с момента приобретения городом столичного статуса в 1998 году. Раньше этот праздник отмечался на городском уровне 10 июня. В 2006 году день города также был перенесён на 6 июля.
18 июля 2008 года Мажилис Парламента Казахстана одобрил законопроект «О внесении дополнения в Закон Республики Казахстан „О праздниках в Республике Казахстан“», внесённый Комитетом по социально-культурному развитию, согласно которому предусматривалось установить новый государственный праздник «День столицы — 6 июля». В заключении Комитета Мажилиса было указано, что данный праздник будет иметь историко-культурное значение для народа и являться символом достижений Республики Казахстан.